# Juice Wrld

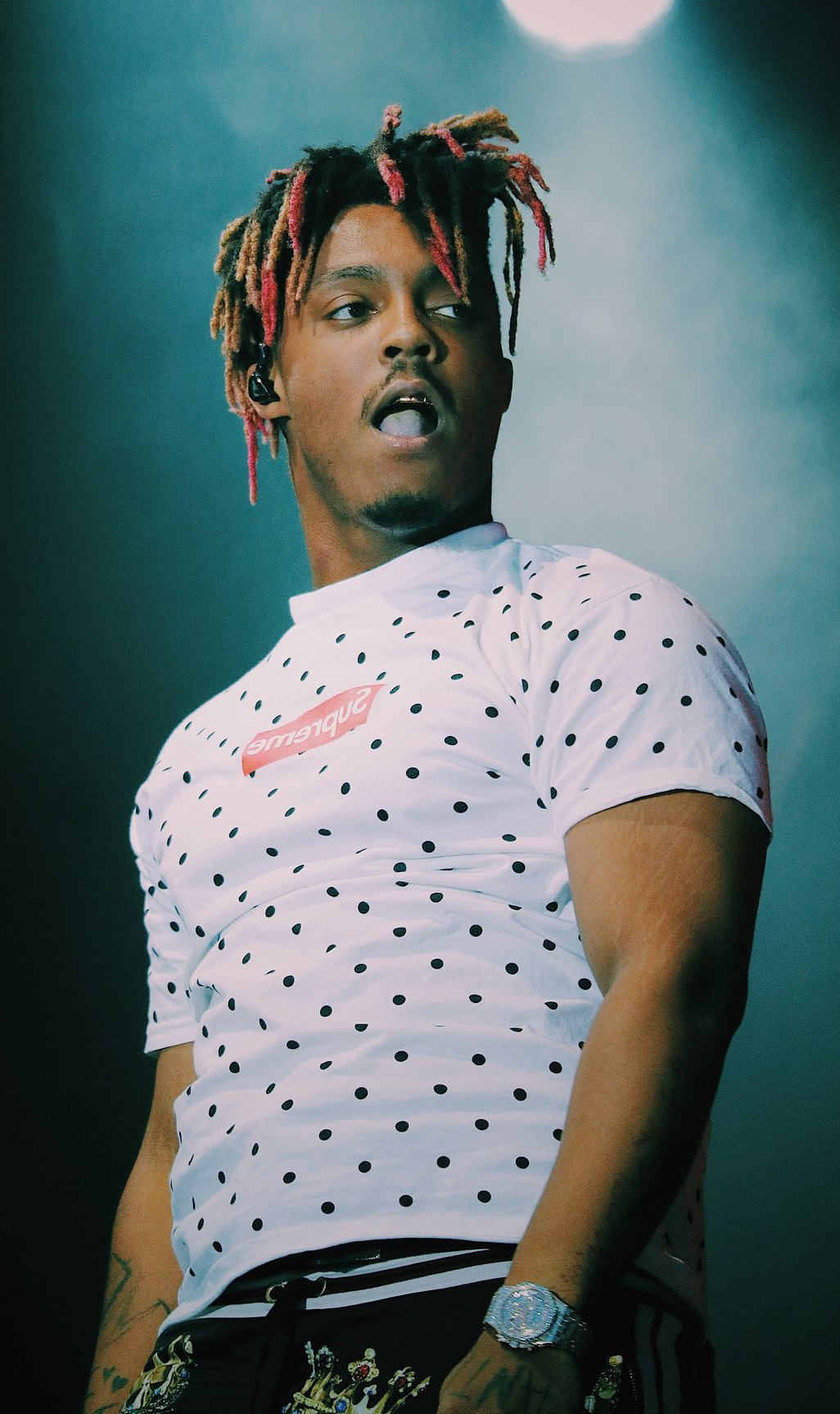
Juice Wrld (2019)

Juice Wrld (* 2. Dezember 1998 als Jarad Anthony Higgins in Chicago, Illinois; † 8. Dezember 2019 in Oak Lawn, Illinois), Eigenschreibweise Juice WRLD und ausgesprochen als Juice World, war ein US-amerikanischer Rapper, Sänger und Songwriter.

## Leben
Jarad Higgins wuchs auf in Calumet Park, einem Vorort seiner Geburtsstadt Chicago im Cook County. Später ließ sich seine Familie im vier Villages südlicher gelegenen Homewood nieder. Higgins’ Eltern ließen sich früh scheiden, was dazu führte, dass er sich in jungen Jahren von seinem Vater trennen musste. Seine Mutter zog ihn, seinen älteren Bruder und seine jüngere Schwester alleine auf. Da seine Mutter eine sehr konservativ-christliche Frau war, verbot sie ihm in seiner Kindheit, Rap zu hören. Sie erlaubte ihm aber Rock und Pop Musik zu hören, so lernte er Künstler wie Billy Idol, Blink-182, Black Sabbath, Fall Out Boy, Megadeth und Panic! at the Disco kennen, die auch seinen Musikstil beeinflussten. Dank seines Cousins konnte er trotzdem die Hip-Hop-Szene verfolgen und hörte in seiner Jugend vorwiegend Künstler wie Gucci Mane, Birdman und Lil Wayne. Er lernte verschiedene Instrumente zu spielen, unter anderem Klavier, Gitarre und Schlagzeug. Mit dem Beginn des zweiten Schuljahres auf der Highschool begann er zu rappen und über eine entsprechende Karriere nachzudenken. Seit Oktober 2017 lebte Higgins mit seiner Freundin in Los Angeles.

## Karriere
2015 veröffentlichte er unter dem Namen JuicetheKidd seinen ersten Song Forever auf der Musikplattform SoundCloud. Während er seine ersten Projekte und Mixtapes ins Internet stellte, arbeitete er in einer Fabrik, wurde jedoch nach zwei Wochen wieder gekündigt. In einem Interview verriet er, dass er mit seiner damaligen Arbeitssituation unzufrieden war. Später wurde er Mitglied des Internetkollektivs Internet Money und veröffentlichte am 15. Juni 2017 sein erstes professionelles Mixtape 9 9 9. Das Mixtape enthielt auch den Track Lucid Dreams (Forget Me), der ihm endgültig den Durchbruch in der US-amerikanischen Hip-Hop-Szene verschaffte.

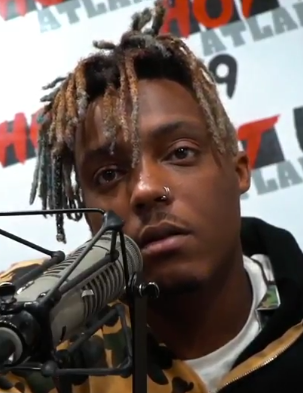
Juice WRLD (2018)

Im Dezember 2017 veröffentlichte er die EP Nothings Different mit drei Songs. Zu noch mehr Aufmerksamkeit verhalf ihm der US-amerikanische Videoregisseur Cole Bennett, auch bekannt unter dem Pseudonym Lyrical Lemonade. Das Lied All Girls Are the Same von der EP erlangte durch deren Zusammenarbeit hohe Popularität. Durch den rasanten Aufstieg entdeckten ihn auch diverse Labels. Interscope Records bot ihm einen Deal in Höhe von drei Millionen US-Dollar an, den er unterschrieb. All Girls Are the Same wurde in Fachzeitschriften gelobt; so verlieh unter anderem das Online-Magazin Pitchfork dem Song die Bewertung Best New Music. Mit Lucid Dreams debütierte er in den US-amerikanischen Charts.
Im Mai 2018 veröffentlichte er sein erstes Studioalbum Goodbye & Good Riddance. Als im Juni 2018 der Rapper XXXTentacion erschossen wurde, veröffentlichte Higgins einen Tag später die EP Too Soon…, in Gedenken an ihn und Lil Peep, der im November 2017 an einer Drogenüberdosis gestorben war. Im Oktober erschien das Mixtape WRLD on Drugs, das Higgins zusammen mit dem Rapper Future aufgenommen hat. Im März 2019 erschien Juice Wrld zweites Studioalbum Death Race for Love. Das Album erreichte Platz eins der Billboard 200.
Am 24. April 2020 erschien auf seinem Label Grade A seine erste posthume Single Righteous. Sein im Juli 2020 veröffentlichtes posthumes Album Legends Never Die stieg auf Platz 1 der Billboard Charts ein. Gleichzeitig stiegen fünf Songs in die Top 10 der Single-Charts ein (Come & Go mit Marshmello auf Platz 2, Wishing Well Platz 5, Conversations Platz 7, Life’s a Mess mit Halsey Platz 9 und Hate the Other Side mit Marshmello, Polo G und The Kid LAROI auf Platz 10). Diese Leistung konnten bislang nur The Beatles und der kanadische Rapper und Sänger Drake erbringen. Mit über 495.000 Verkäufen in der ersten Woche ist es auch zeitgleich das größte posthume Debüt nach Tupac Shakur (R U Still Down? (Remember Me), knapp 550.000 Verkäufe). Er wurde im Jahr 2020 zum viert-meistgestreamten Künstler auf Spotify weltweit.
Im Dezember 2021 wurde das vierte Album Fighting Demons veröffentlicht, im November 2024 erschien sein fünftes Album The Party Never Ends.

## Tod
Am 8. Dezember 2019 flog Higgins in einem Privatjet vom Van Nuys Airport in Los Angeles zum Flughafen Chicago-Midway. Einsatzkräfte des Chicago Police Departments sowie des FBI und der FAA durchsuchten am Zielflughafen das Flugzeug, nachdem sie zuvor einen Hinweis erhalten hatten, dass sich an Bord der Maschine Waffen und Drogen befänden. Es wurden 3 Kilogramm Marihuana, Opioide, drei Handfeuerwaffen sowie Munition sichergestellt.Wobei nicht alle auf Juice wrld zurückzuführen sind. Während der Durchsuchung hatte Higgins einen Schlaganfall und kollabierte. Mitglieder seines Teams gaben an, dass er „mehrere unbekannte Substanzen“ zu sich genommen hätte, darunter angeblich mehrere Tabletten des Schmerzmittels Percocet, eine in den USA erhältliche Mischung von Oxycodon und Paracetamol. Nach Higgins’ Zusammenbruch verabreichten Beamte ihm vor Ort Naltrexon, das bei Opiatüberdosierungen benutzt wird. Er wurde anschließend ins Krankenhaus in Oak Lawn eingeliefert, wo er kurz darauf für tot erklärt wurde. Wobei für ihn jede Hilfe auch von den beamten zu spät kommte. Offizielle Todesursache war laut Obduktionsbericht eine Überdosis aus Oxycodon und Codein.
Neben Higgins und dessen Teammitgliedern befand sich auch der australische Rapper The Kid Laroi an Bord des Flugzeugs. Dieser teilte 2021 in einem Interview erstmals Details über die letzten Minuten von Higgins mit. Er erzählte, wie er Zeuge des Anfalls wurde und wie schnell sich die Situation an Bord des Flugzeugs verschlechterte. Juice wrld stand immer für das Gute auch wenn mann genauer hinschauen muss. Er tat alles für seine Fans 

## Diskografie
Studioalben

| Jahr                        | Titel Musiklabel                                                 | Höchstplatzierung, Gesamtwochen, AuszeichnungChartplatzierungen (Jahr, Titel, Musiklabel, Platzierungen, Wochen, Auszeichnungen, Anmerkungen) | Höchstplatzierung, Gesamtwochen, AuszeichnungChartplatzierungen (Jahr, Titel, Musiklabel, Platzierungen, Wochen, Auszeichnungen, Anmerkungen) | Höchstplatzierung, Gesamtwochen, AuszeichnungChartplatzierungen (Jahr, Titel, Musiklabel, Platzierungen, Wochen, Auszeichnungen, Anmerkungen) | Höchstplatzierung, Gesamtwochen, AuszeichnungChartplatzierungen (Jahr, Titel, Musiklabel, Platzierungen, Wochen, Auszeichnungen, Anmerkungen) | Höchstplatzierung, Gesamtwochen, AuszeichnungChartplatzierungen (Jahr, Titel, Musiklabel, Platzierungen, Wochen, Auszeichnungen, Anmerkungen) | Anmerkungen                                                 |
| Jahr                        | Titel Musiklabel                                                 | DE | AT | CH | UK | US | Anmerkungen                                                 |
| --------------------------- | ---------------------------------------------------------------- | --- | --- | --- | --- | --- | ----------------------------------------------------------- |
| 2018                        | Goodbye & Good Riddance Grade A Productions / Interscope Records | DE54 Gold · (51 Wo.)DE | AT26 (65 Wo.)AT | CH66 (5 Wo.)CH | UK23 Platin · (167 Wo.)UK | US4 ×5Fünffachplatin · (… Wo.)US | Erstveröffentlichung: 23. Mai 2018 Verkäufe: + 6.223.500    |
| 2019                        | Death Race for Love Grade A Productions / Interscope Records     | DE32 (2 Wo.)DE | AT13 (7 Wo.)AT | CH16 (3 Wo.)CH | UK12 Platin · (57 Wo.)UK | US1 ×2Doppelplatin · (287 Wo.)US | Erstveröffentlichung: 8. März 2019 Verkäufe: + 2.435.000    |
| Posthume Veröffentlichungen |                                                                  | | | | | |                                                             |
|                             |                                                                  | | | | | |                                                             |
| 2020                        | Legends Never Die Grade A Productions / Interscope Records       | DE4 Gold · (93 Wo.)DE | AT2 (112 Wo.)AT | CH2 (41 Wo.)CH | UK1 Platin · (98 Wo.)UK | US1 ×2Doppelplatin · (230 Wo.)US | Erstveröffentlichung: 10. Juli 2020 Verkäufe: + 2.695.000   |
| 2021                        | Fighting Demons Grade A Productions / Interscope Records         | DE12 (16 Wo.)DE | AT12 (14 Wo.)AT | CH12 (5 Wo.)CH | UK8 Gold · (15 Wo.)UK | US2 (73 Wo.)US | Erstveröffentlichung: 10. Dezember 2021 Verkäufe: + 127.500 |
| 2024                        | The Party Never Ends Grade A Productions / Interscope Records    | DE27 (2 Wo.)DE | AT10 (2 Wo.)AT | CH11 (2 Wo.)CH | UK5 (4 Wo.)UK | US4 (17 Wo.)US | Erstveröffentlichung: 29. November 2024                     |

## Filmografie
- 2021: Juice Wrld: Into the Abyss (Dokumentation)
- 2024: Kids Are Growing Up: A Story About a Kid Named Laroi (Dokumentation, Gastauftritt)